# 輪廓 (賽車)

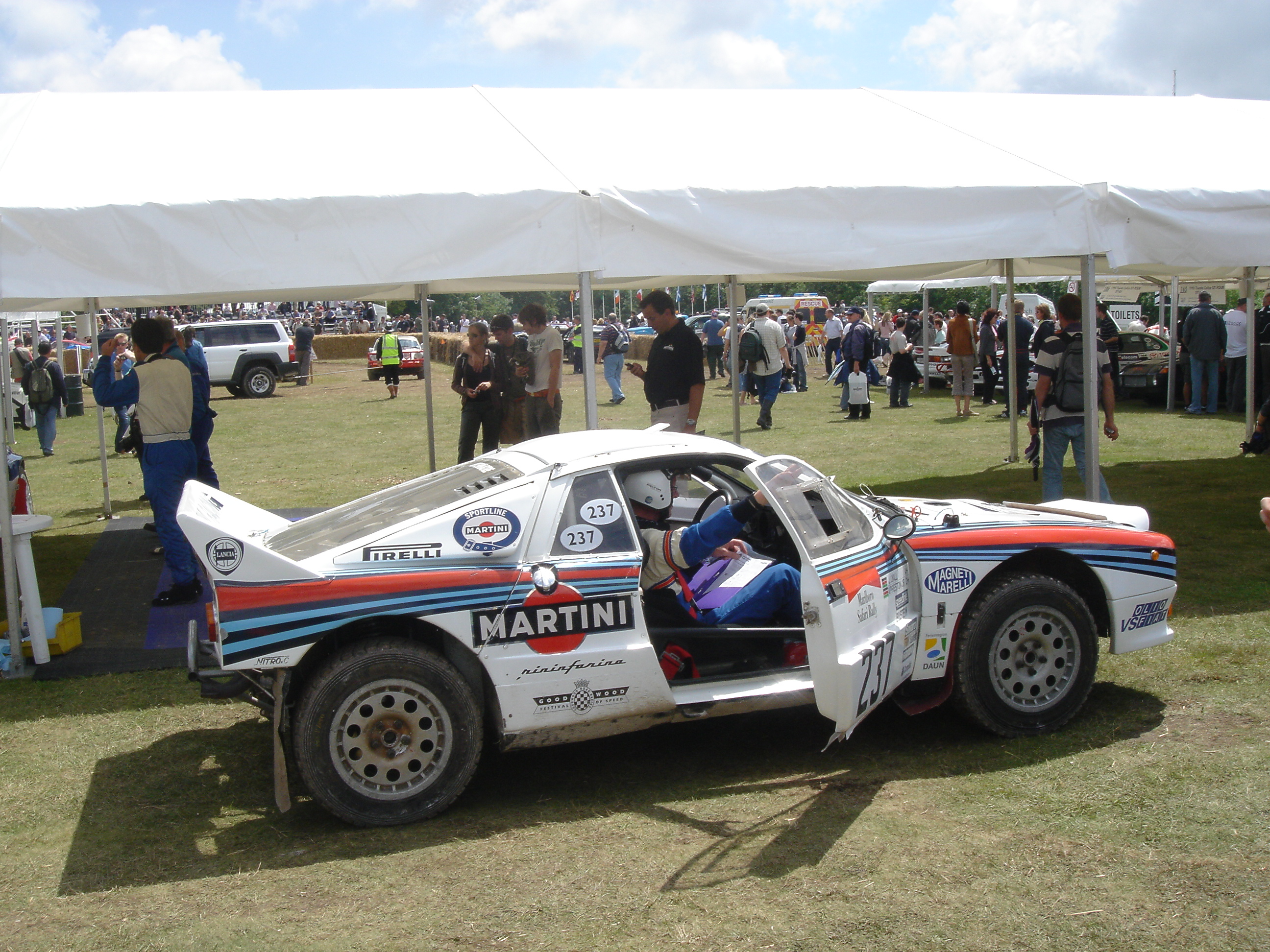
Lancia 037拉力賽車，由Lancia Monte Carlo改造而成

外型輪廓（英語：Silhouette）在賽車術語中是指「擁有量產型汽車的外觀，但機械構造、性能和用途卻與量產型汽車截然不同的賽車」。它的目的是為了讓量產車與競賽車之間可以有一個明確的聯繫，以使製造商在競賽方面的投資能在市場上獲得最大的營銷效益。它也讓觀眾因為在賽場上有他们可以識別的車型，從而提昇觀賽時的興致和投入感。

## 技術
這些賽車往往採用完全不同的底盤施工技術，如鋼管車架或在原裝的單體式車架上換上碳纖維部件，當然還有完全不同的傳動系統配置。賽車的車身外殼通常由玻璃纖維或碳纖維等輕質物料製成，它往往很少或沒有任何零部件是與量產車共享的。這些改造旨在提昇元件的理想特性，如增强底盤的剛度，或提昇發動機的輸出等。
由於一些賽事有homologation的規則（例如B組拉力賽車），部分競賽車，如：Lancia 037、Lancia Delta S4等有道路版的出售。

## 著名賽事
在一個賽事項目中，可以是整個賽事的競賽車都是只有輪廓的賽車，又或者是多個等級混合競賽的其中一個等級。著名賽事有：
- 國際汽聯Group 5規則指定（1976-1981），包括德國跑車錦標賽（DRM，1977-1981）、美國IMSA GT錦標賽（IMSA GT，1976-1984）和摩洛哥世界錦標賽（1976-1980）等
- 國際汽聯Group B規則指定，世界拉力錦標賽（WRC，1982-1986）
- 國際汽聯Class 1規則指定，德國房車錦標賽（DTM，1993-1996）
- 美國NASCAR
- 德國房車大師賽（DTM，2000-）
- 法國超級房車賽（Superturizmu，2001-2005）
- 雷諾Mégane杯，採用單一型號的競賽車
- 比利時房車賽（BTCS），分為S1，S2，S3
- 比荷盧賽車聯盟（BRL V6），使用福特Mondeo型的競賽車，但組裝上由Weytech Technical Assistance研發的車架和4公升的V6引擎
- 德國V8Star系列（2001-2003），自行設計空氣動力組件的競賽車
- 美國Trans-Am系列（1981-2006），使用管狀車架的競賽車
- 南非V8 Supercars，採用Trans-Am競賽車

## 畫廊

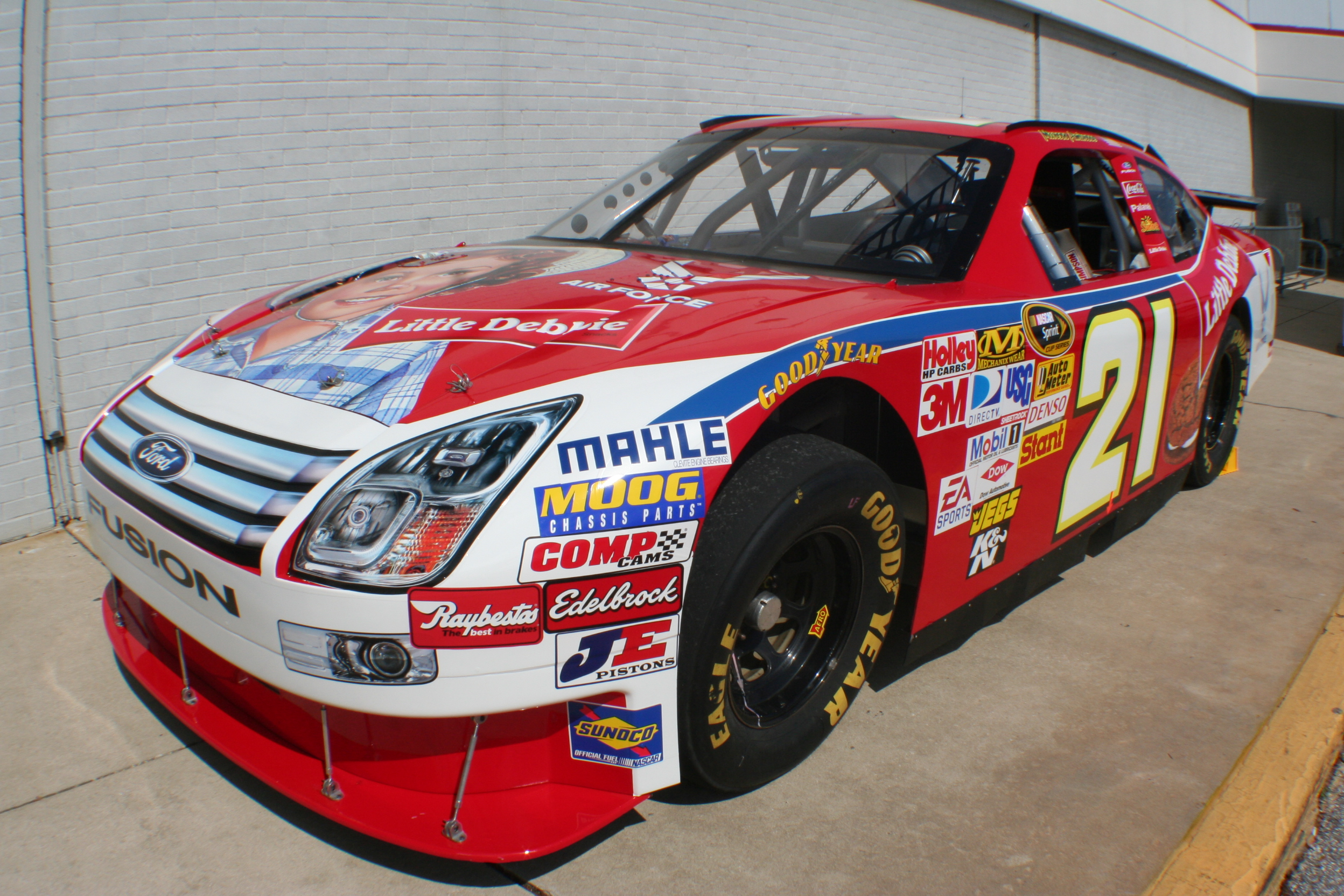
Ford Fusion NASCAR
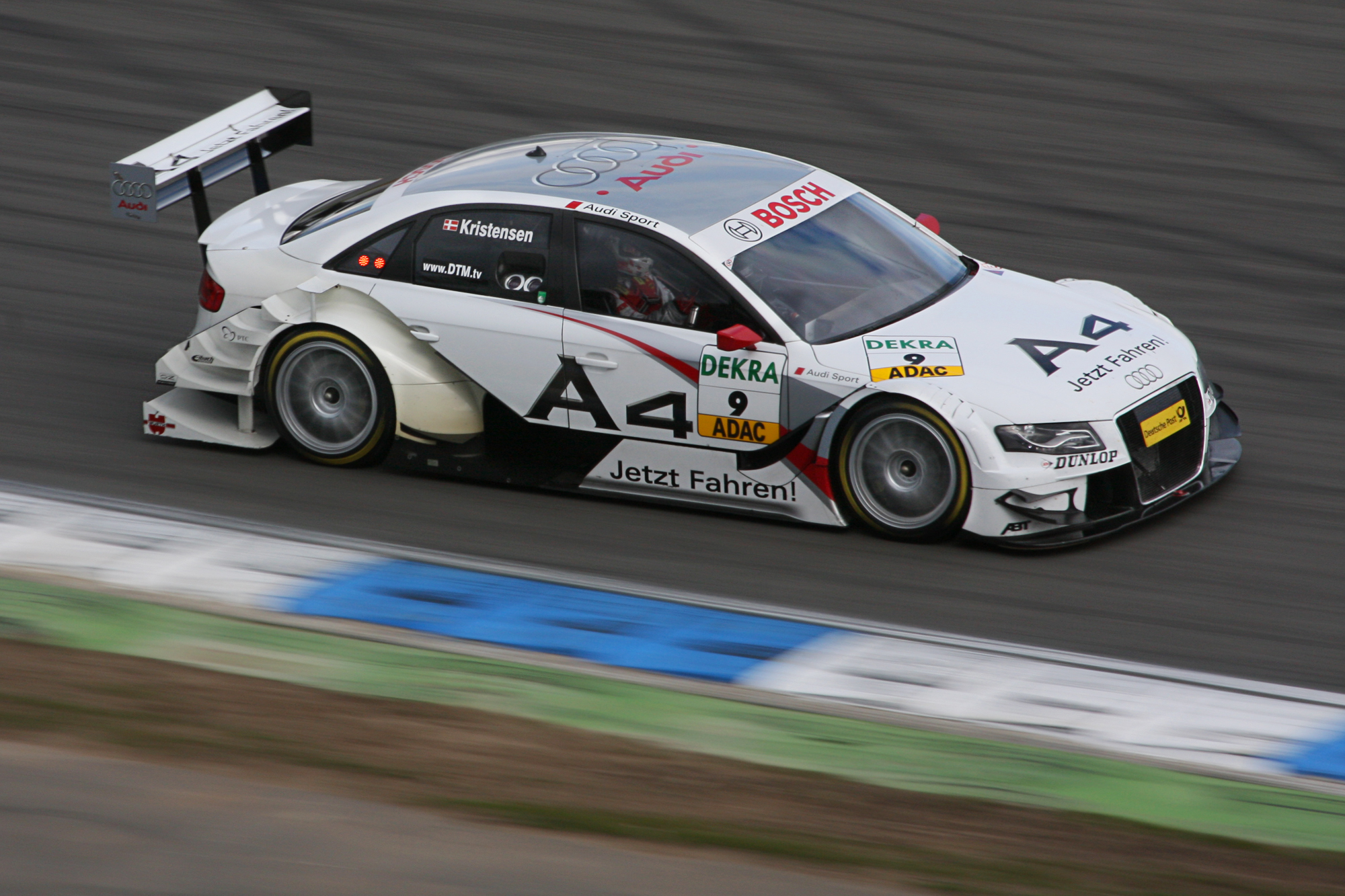
Audi A4 DTM
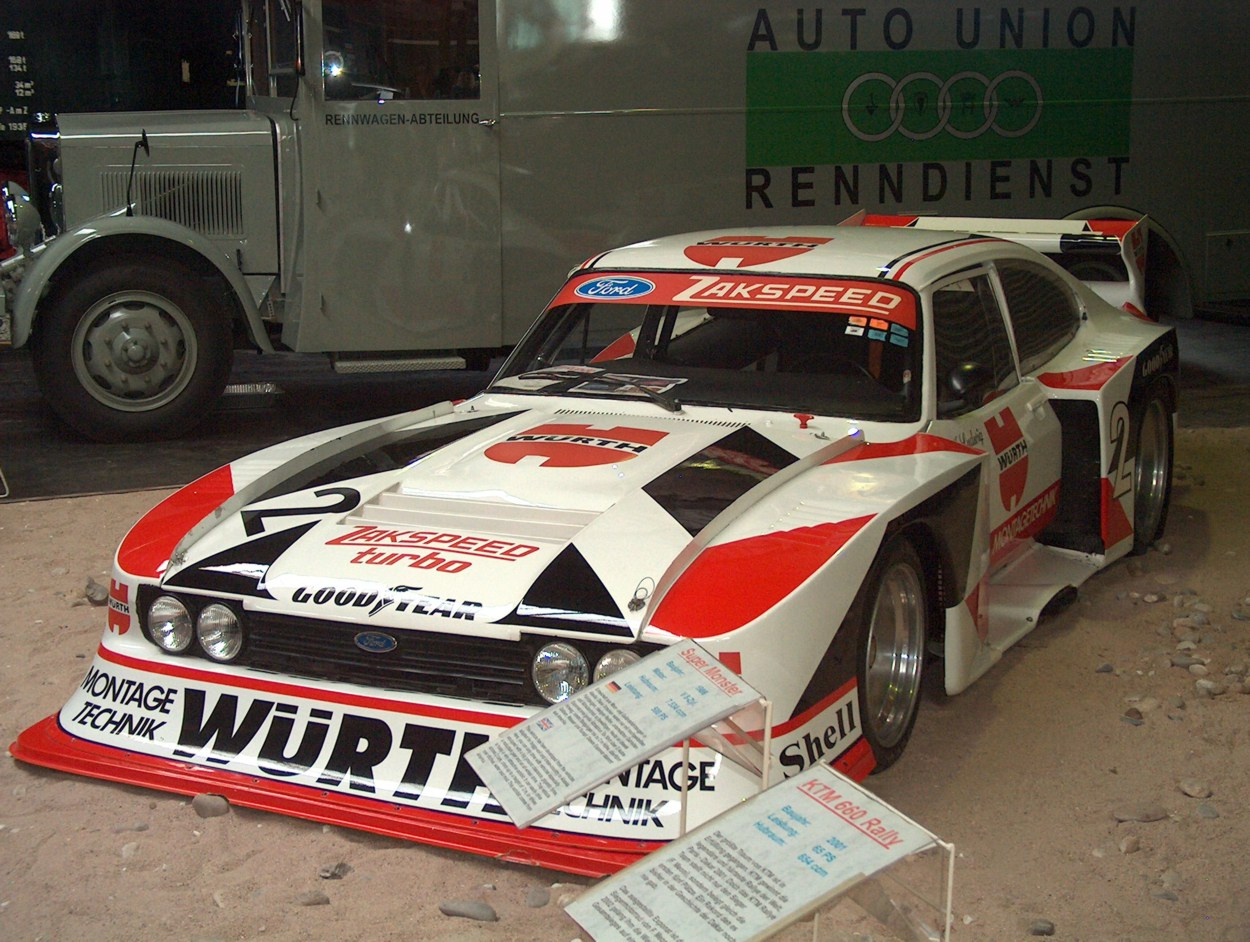
Zakspeed Ford Capri Group 5
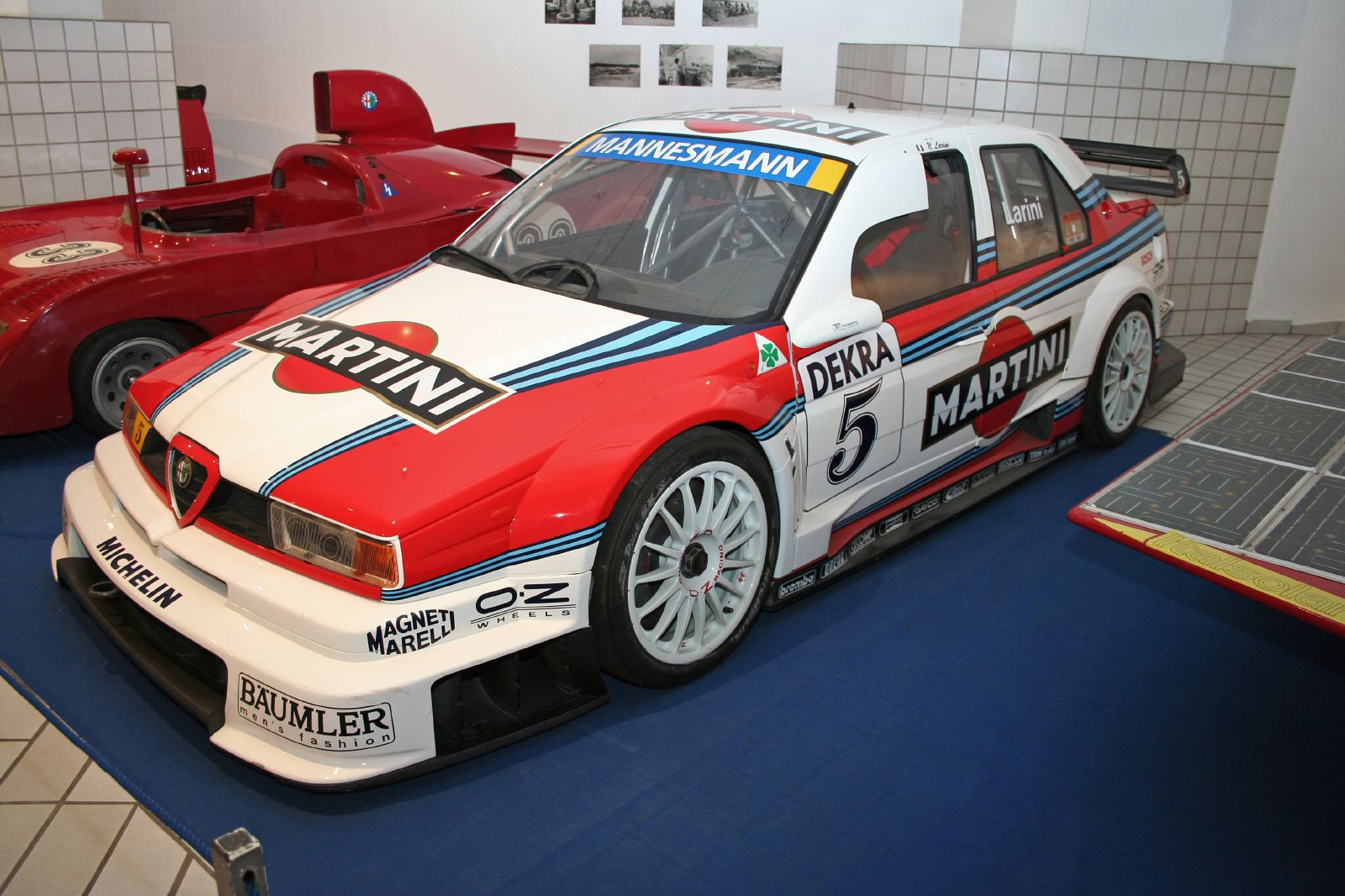
Alfa Romeo 155 DTM
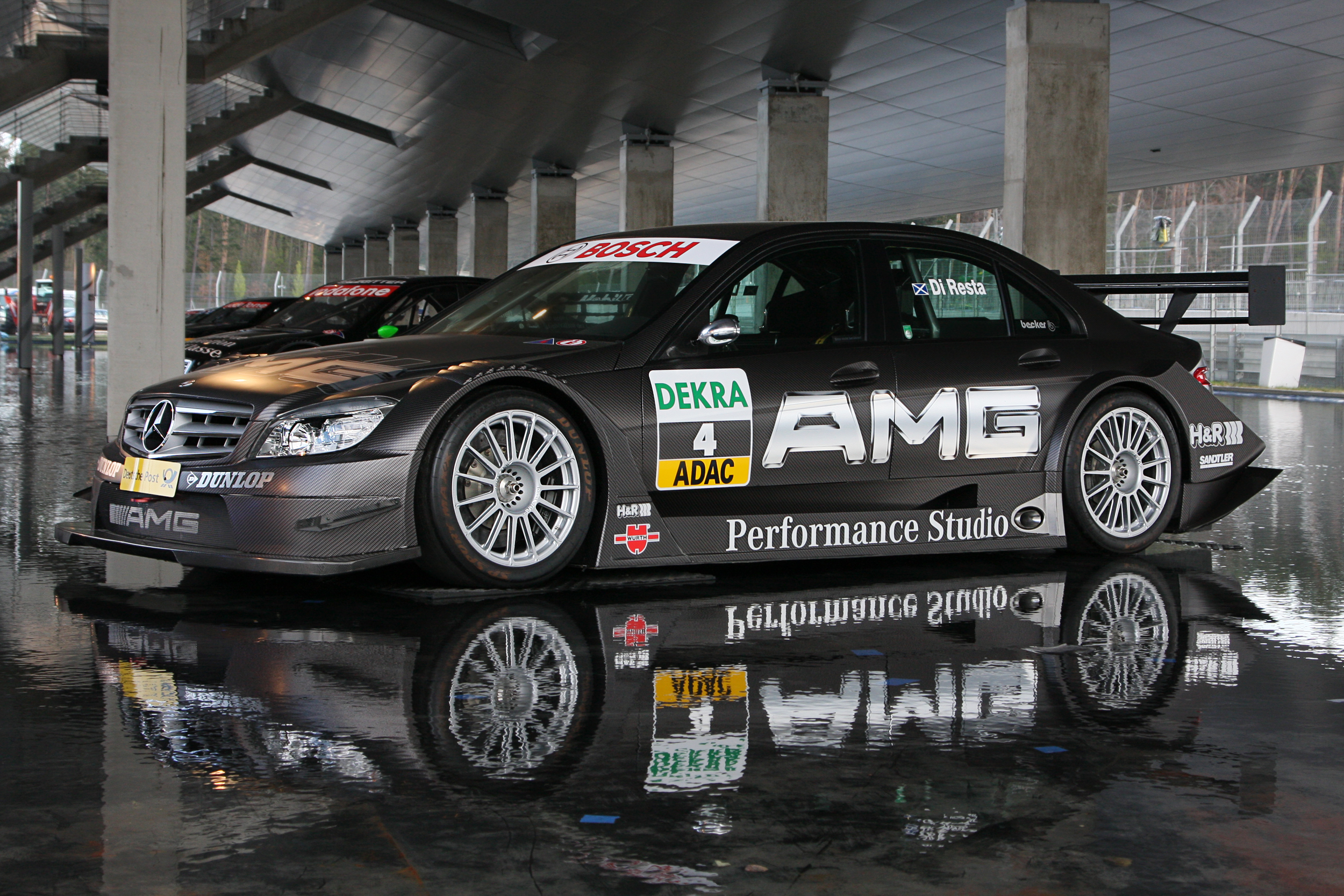
Mercedes-Benz W204 DTM
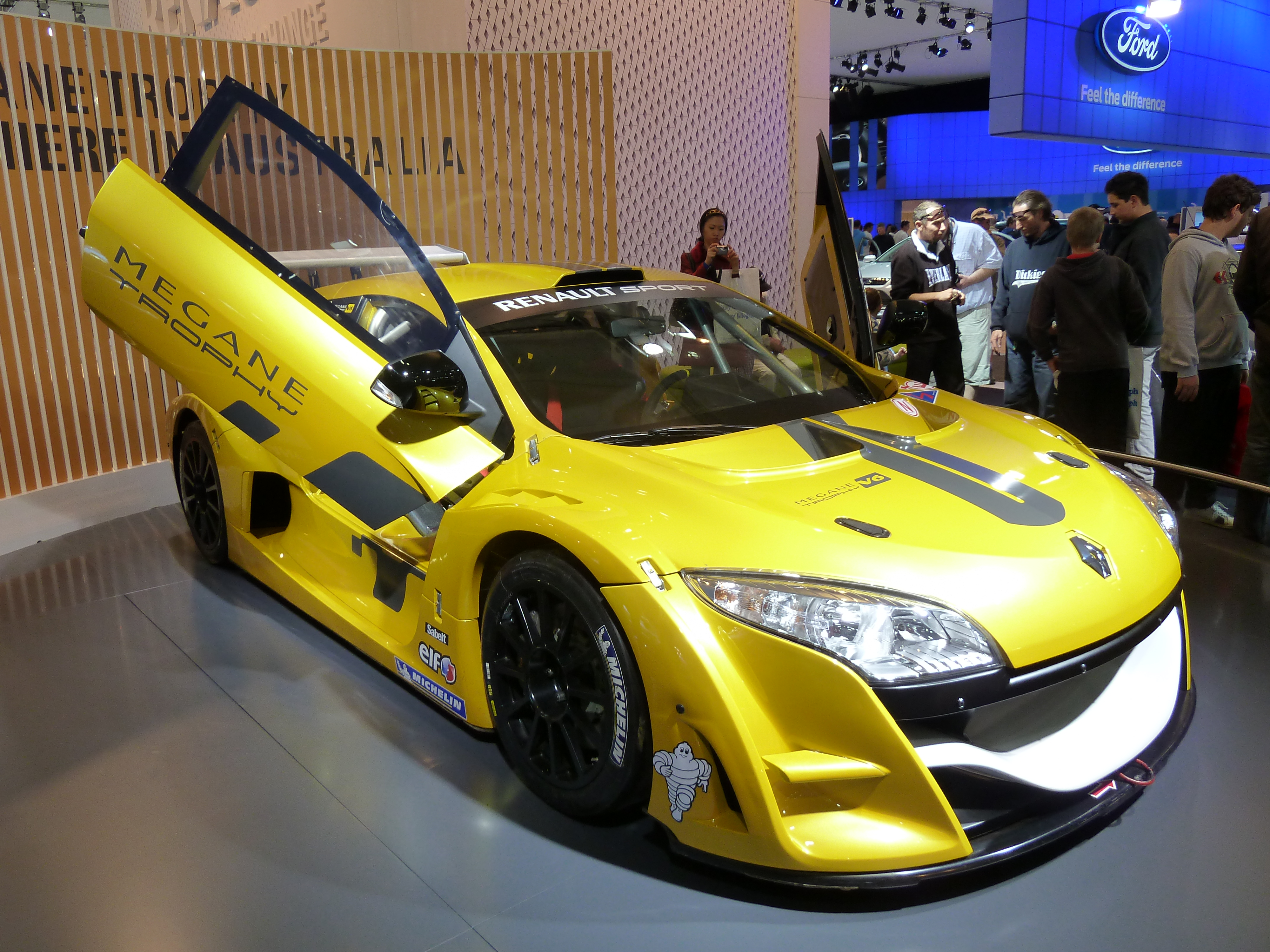
Renault Mégane Trophy
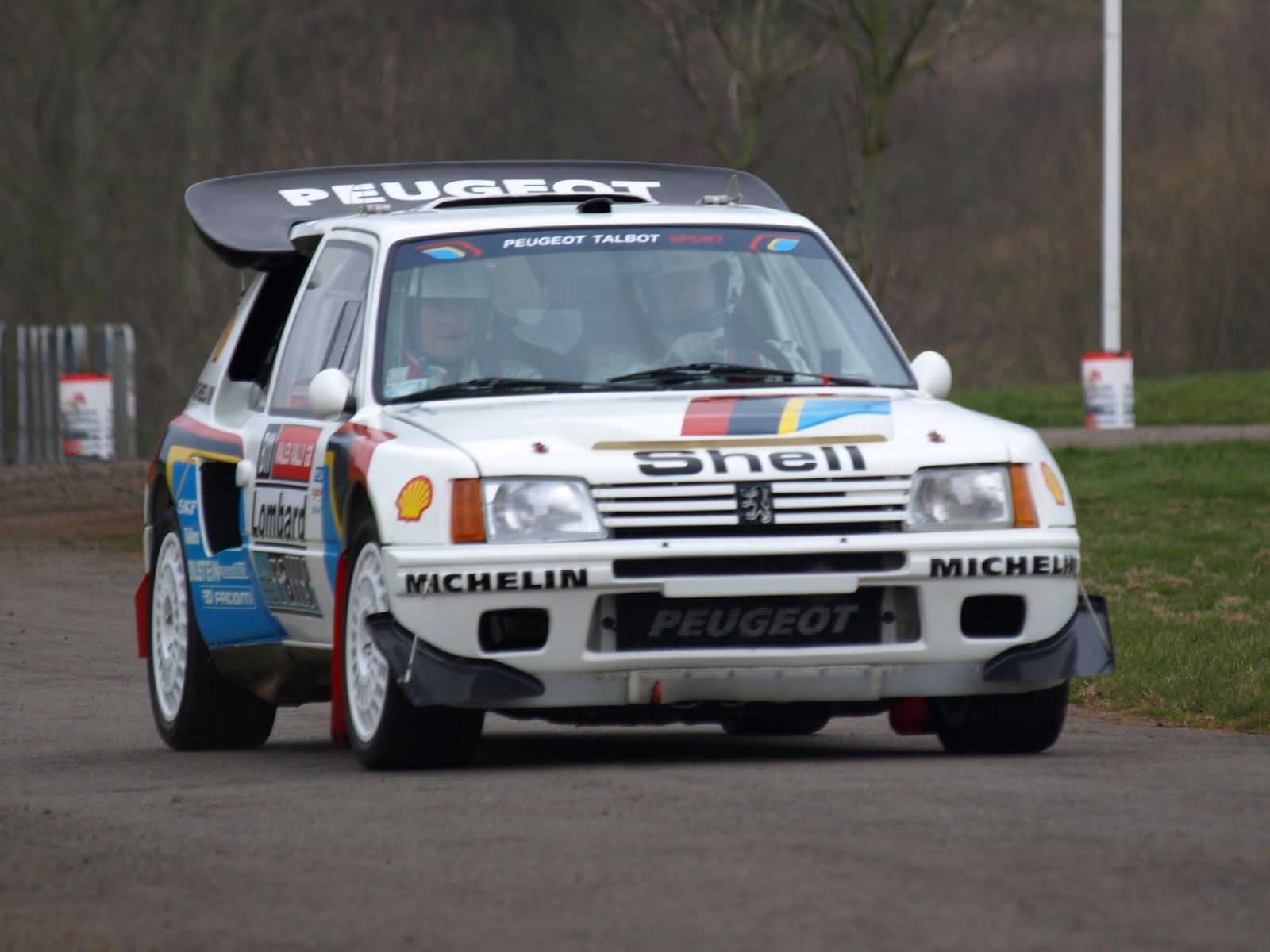
Peugeot 205 T16
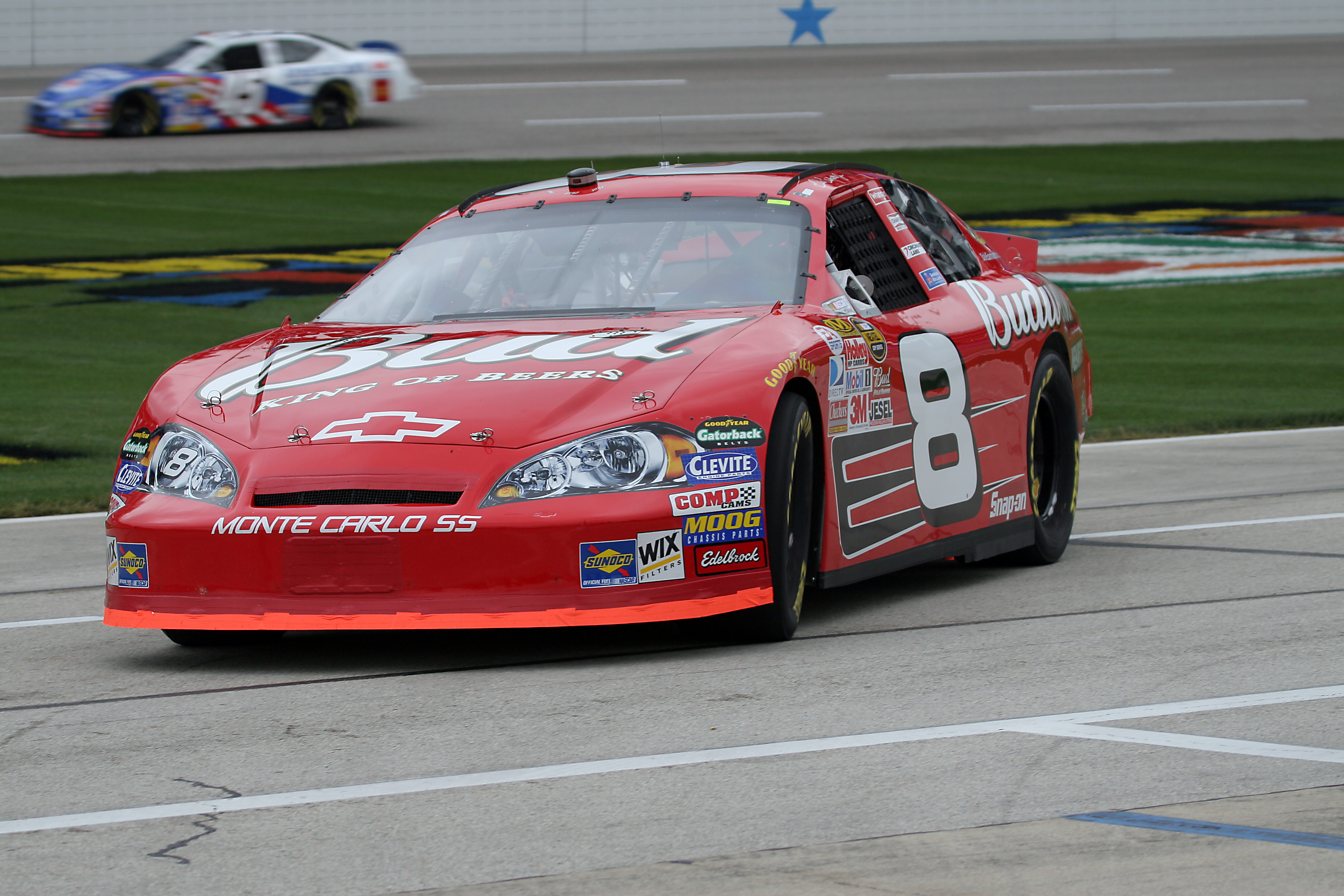
Chevloret Monte Carlo NASCAR

## 另見
- Group 5
- B組賽車
- NASCAR